# Motor monofásico de fase partida

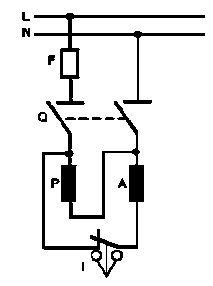
Esquema de un motor monofásico de fase partida.

Un motor monofásico de fase partida o de fase dividida es un motor de inducción con dos bobinados en el estator, uno principal y otro auxiliar o de arranque.

## Descripción
El motor de fase partida es uno de los distintos sistemas ideados para el arranque de los motores asíncronos monofásicos. Se basa en cambiar, al menos durante el arranque, el motor monofásico por un bifásico (que puede arrancar solo). El motor dispone de dos devanados, el principal y el auxiliar; además, lleva incorporado un interruptor centrífugo cuya función es la de desconectar el devanado auxiliar después del arranque del motor. Además del motor de fase partida existen otros sistemas para arrancar motores monofásicos como es el caso de motores de arranque por condensador.
La necesidad del motor de v inducción monofásico de fase partida se explica de la siguiente forma: existen muchas instalaciones, tanto industriales como residenciales a las que la compañía eléctrica solo suministra un servicio de c.a monofásico. Además, en todo lugar casi siempre hay necesidad de motores pequeños que trabajen con suministro monofásico para impulsar diversos artefactos electrodomésticos, fundamentalmente refrigeradores. En estos no se emplean los interruptores centrífugos, sino interruptores electromagnéticos, que disponen de una bobina conectada en serie con el bobinado principal. En el arranque, la intensidad de corriente en este es muy alta y el interruptor electromagnético cierra un contacto que conecta el bobinado de arranque o auxiliar. A medida que va alcanzando velocidad va disminuyendo la intensidad, hasta que la bobina del interruptor deja de mantener cerrado el contacto y se desconecta el bobinado de arranque. Otra manera de hacer esta función es empleando una resistencia PTC en serie con el bobinado de arranque. En el momento de conectar el motor la resistencia está fría y su valor es bajo, circulando una intensidad elevada por el bobinado de arranque. Esta corriente va calentando la resistencia, por lo que su valor va aumentando considerablemente, produciendo una disminución de la intensidad hasta hacerse muy pequeña.
La mayoría de los motores monofásicos de fase partida son motores pequeños cuyas potencias son fracciones de caballo de vapor. Tanto para 115 V como para 230 V en servicio monofásico. Los motores monofásicos de inducción de fase partida experimentan una grave desventaja. Puesto que solo hay una fase en el devanado del estator, el campo magnético en un motor monofásico de inducción no rota. En su lugar, primero pulsa con gran intensidad, luego con menos intensidad, pero permanece siempre en la misma dirección. Puesto que no hay campo magnético rotacional en el estator, un motor monofásico de inducción no tiene par de arranque. Es por ello que se conecta en paralelo una bobina de arranque. Para así poder crear un campo giratorio y de esta manera tener un torque de arranque, la bobina de arranque es desconectada por medio de un interruptor centrífugo.

## Partes
- Rotor

Se compone de tres partes fundamentales. La primera de ellas es el núcleo, formado por un paquete de láminas o chapas de hierro de elevada calidad magnética. La segunda es el eje, sobre el cual va ajustado a presión el paquete de chapas. La tercera es el arrollamiento llamado también jaula de ardilla, que consiste en una serie de barras de cobre de gran sección, alojadas en sendas ranuras axiales practicadas en la periferia del núcleo y unidas en cortocircuitos mediante dos gruesos aros de cobre, situados uno a cada extremo del núcleo. En la mayoría de los motores de fase partida el arrollamiento rotorico es de aluminio y esta fundido de una sola pieza.
- Estator

Se compone de un núcleo de chapas de acero con ranuras semicerradas, de una pesada carcasa de acero o de fundición dentro de la cual esta introducido a presión el núcleo de chapas, y de dos arrollamientos de hilo de cobre aislado alojados en las ranuras y llamados respectivamente arrollamiento principal o de trabajo y arrollamiento auxiliar o de arranque que están conectados en paralelo entre sí. En el instante de arranque están conectados uno y otro a la red de alimentación; sin embargo, cuando la velocidad del motor alcanza un valor prefijado el arrollamiento de arranque es desconectado automáticamente de la red por medio de un interruptor centrífugo montado en el interior del motor.
- Placas térmicas

Los escudos o placas térmicas, están fijados a la carcasa del estátor por medio de tornillos o pernos; su misión principal es mantener el eje del rotor en posición invariable. Cada escudo tiene un orificio central previsto para alojar el cojinete, sea de bolas o de deslizamiento, donde descansa el extremo correspondiente del eje rotorico. Los dos cojinetes cumplen las siguientes funciones: sostener el peso del rotor, mantener a este exactamente centrado en el interior del estátor, permitir el giro del rotor con la mínima fricción y evitar que el rotor llegue a rozar con el estátor.
- Interruptor centrífugo

Este va montado en el interior del motor. Su misión es desconectar el arrollamiento de arranque en cuanto el rotor ha alcanzado una velocidad predeterminada. El tipo más corriente consta de dos partes principales, una fija y otra giratoria. La parte fija está situada por lo general en la cara interior del escudo frontal del motor y lleva dos contactos, por lo que su funcionamiento es análogo al de un interruptor unipolar. En algunos motores modernos la parte fija del interruptor está montada en el interior del cuerpo del estátor. La parte giratoria va dispuesta sobre el rotor, y el funcionamiento de un interruptor sucede mientras el rotor esta en reposo o girando apoca velocidad, la presión ejercida por la parte móvil del interruptor mantiene estrechamente cerrados los dos contactos de la parte fija. Cuando el rotor alcanza aproximadamente el 75 % de su velocidad de régimen, la parte giratoria cesa de presionar sobre dichos contactos y permite por tanto que se separen, con lo cual el arrollamiento de arranque queda automáticamente desconectado de la red de alimentación.
- Enjaule o bobinado de jaula de ardilla

Se compone de una serie de barras de cobre de gran sección, que van alojadas dentro de las ranuras del paquete de chapas rotorico; dichas barras están soldadas por ambos extremos a gruesos aros de cobre, que las cierran en cortocircuito. La mayoría de los motores de fase partida llevan, sin embargo, un arrollamiento rotórico con barras y aros de aluminio, fundido de una sola pieza.
- Bobinado del estator

1. Bobinado de trabajo o principal - a base de conductor de cobre grueso aislado, dispuesto generalmente en el fondo de las ranuras estatoricas
2. Bobinado de arranque o auxiliar - a base de conductor de cobre fino aislado, situado normalmente encima del arrollamiento de trabajo. Ambos arrollamientos están unidos en paralelo.

## Funcionamiento
En el momento del arranque uno y otro se hallan conectados a la red de alimentación, cuando el motor ha alcanzado aproximadamente el 85% de su velocidad de régimen, el interruptor centrífugo se abre y deja fuera de servicio el arrollamiento de arranque; el motor sigue funcionando entonces únicamente con el arrollamiento de trabajo principal. Durante la fase de arranque, las corrientes que circulan por ambos arrollamientos están desfasadas entre sí al tener distinta resistencia, debido a que se confeccionan con hilo de diferente calibre. Este desfase en las corrientes junto al desfase geométrico en la situación de las bobinas hace que el campo magnético resultante sea giratorio, aunque no circular; es decir, que no tiene la misma fuerza magnetomotriz en toda la circunferencia del estator. Por eso el par motor durante el arranque es débil, aunque suficiente para arrancar.
Este campo giratorio induce corrientes en el arrollamiento rotórico, las cuales generan a su vez otro campo magnético. Ambos campos magnéticos reaccionan entre sí y determinan el giro del rotor. El arrollamiento de arranque solo es necesario para poner en marcha el motor, es decir, para crear el campo magnético, para conseguir el arranque del motor ya no se necesita más, y por ello es desconectado de la red por medio del interruptor centrífugo.